# リッキー・シェイクス
リッキー・シェイクス（Ricky Shakes、1985年5月25日 - ）は、イングランド・ブリクストン出身の元プロサッカー選手。

## 代表歴
2006年にトリニダード・トバゴ代表としてデビュー。
2011年にガイアナ代表に転身、2014 FIFAワールドカップ・北中米カリブ海予選にも出場した。